# 1920-е

## Догађаји и трендови
- Међународна организација Друштво народа.
- Ирски рат за независност (1919—1921) и затим Ирски грађански рат (1922—23)
- Турски рат за независност (1919—1923)
- Пољско-совјетски рат (1919—1921)
- Формиран Совјетски Савез, прва социјалистичка држава на свету.
- Марш на Рим
- Кинески грађански рат (1927—1950)
- Почетак надреалистичког покрета.
- Прохибиција алкохола у Сједињеним Државама (1920—1933)
- Почетак велике кризе.

## Култура
- Бурне двадесете

### Музика
- Фокстрот